# Premio Ivor Novello

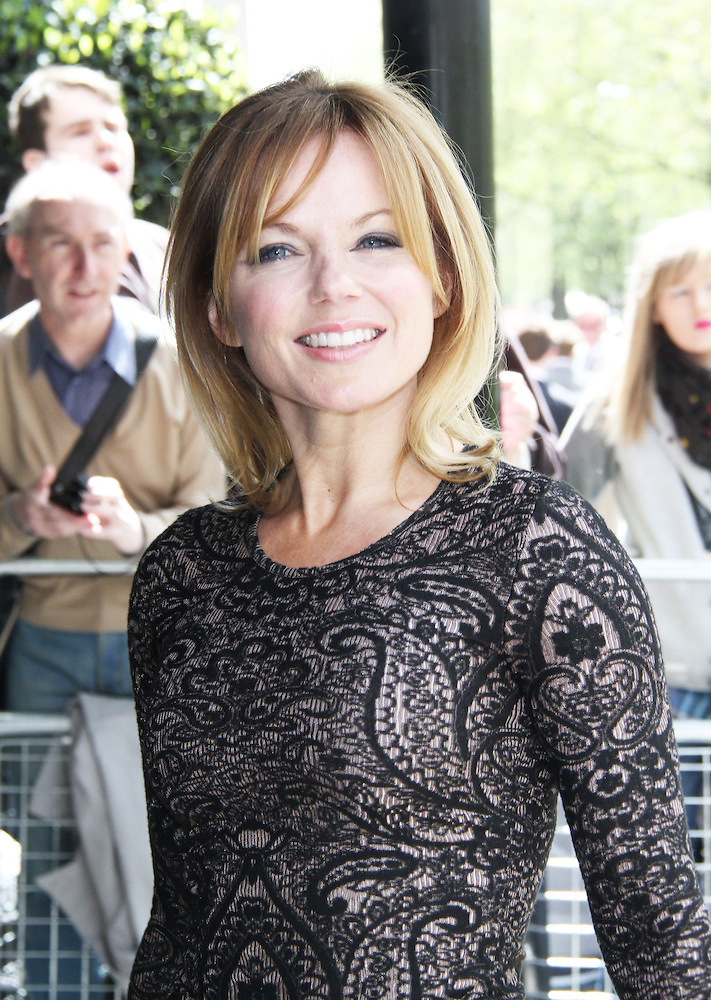
Geri Halliwell en los Premios Ivor Novello en mayo de 2013, Grosvenor House Hotel, Londres, Reino Unido.

Los Premios Ivor Novello, llamados así en recuerdo del cantante británico Ivor Novello, son premios para cantautores y compositores. Los premios son presentados anualmente en Londres por la British Academy of Songwriters, Composers and Authors (BASCA), y la primera ceremonia se realizó en 1955.